# MSC Fantasia
El MSC Fantasia es un crucero de la clase Fantasia y operado por la compañía italiana MSC Cruceros. Entró en servicio en diciembre de 2008. Es uno de los barcos más grandes operados por MSC Cruceros, junto con sus gemelos, el MSC Splendida, el MSC Divina y el MSC Preziosa. En el momento de entrar en servicio fue el buque de pasajeros más grande construido por un armador europeo.
El MSC Fantasia fue entregado a MSC Cruceros el 11 de diciembre de 2008. Fue botado oficialmente el 18 de diciembre de 2008, en Nápoles por Sofía Loren, y comenzó su viaje inaugural en la misma fecha. Desde su primer crucero, este buque fue el buque insignia de la compañía hasta la entrada en servicio del MSC Seascape en el año 2022.

## Historial de servicio

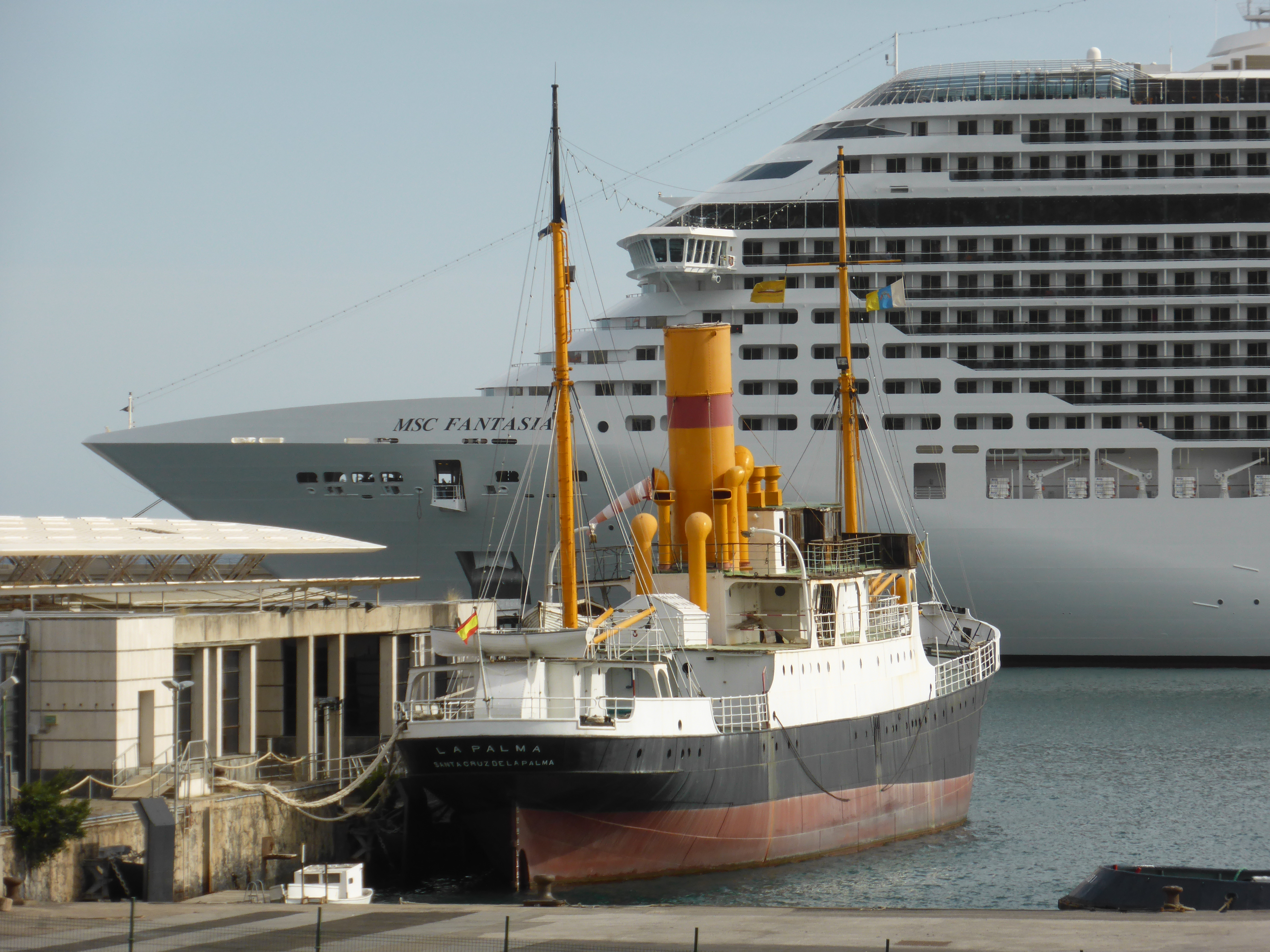
Proa del MSC Fantasia en el puerto de Santa Cruz de Tenerife. En primer término el vapor La Palma, año 2016.

### Incidente
El 5 de marzo de 2009, fuertes vientos rompieron los amarres del MSC Fantasia mientras estaba atracado en el puerto de Palma de Mallorca. El barco se alejó del muelle, provocando que una pasarela de pasajeros, cayese en el agua. Uno de los pasajeros y tres miembros de la tripulación tuvieron que ser rescatados del mar.

### Remodelación
En febrero de 2011 el MSC Fantasia fue sometido a reformas para ampliar su capacidad de pasajeros, en los astilleros Fincantieri de Palermo. Actualmente admite un máximo de 4.363 turistas. 